# Liste der Beiträge für den besten fremdsprachigen Film für die Oscarverleihung 1975
Die folgenden 19 Filme, alle aus verschiedenen Ländern, waren Vorschläge in der Kategorie Bester fremdsprachiger Film für die Oscarverleihung 1975. Die hervorgehobenen Titel waren die fünf letztendlich nominierten Filme, welche aus den Ländern Argentinien, Frankreich, Italien, Polen und Ungarn stammen. Der Preis ging an das komödiantische Drama Amarcord von Federico Fellini aus Italien.

## Beiträge
| Land             | Deutscher Verleihtitel                              | Sprache(n)     | Originaltitel                  | Regisseur(e)            | Ergebnis        |
| ---------------- | --------------------------------------------------- | -------------- | ------------------------------ | ----------------------- | --------------- |
| Ägypten          | Enslaved by the Past                                | Arabisch       | ??                             | ??                      | Nicht nominiert |
| Argentinien      | Der Waffenstillstand                                | Spanisch       | La Tregua                      | Sergio Renán            | Nominiert       |
| Belgien          | Jan, der Söldner                                    | Niederländisch | De Loteling                    | Roland Verhavert        | Nicht nominiert |
| Brasilien        | A Noite do Espantalho                               | Portugiesisch  | A Noite do Espantalho          | Sérgio Ricardo          | Nicht nominiert |
| Bulgarien        | Der letzte Sommer                                   | Bulgarisch     | Последно лято (Posledno ljato) | Christo Kostow Christow | Nicht nominiert |
| Dänemark         | Der (voraussichtlich) letzte Streich der Olsenbande | Dänisch        | Olsen-bandens sidste bedrifter | Erik Balling            | Nicht nominiert |
| BR Deutschland   | Einer von uns beiden                                | Deutsch        | Einer von uns beiden           | Wolfgang Petersen       | Nicht nominiert |
| Frankreich       | Lacombe, Lucien                                     | Französisch    | Lacombe Lucien                 | Louis Malle             | Nominiert       |
| Indien           | Garm Hava                                           | Urdu, Hindi    | गरम हवा (Garam Hawa)            | M. S. Sathyu            | Nicht nominiert |
| Italien          | Amarcord                                            | Italienisch    | Amarcord                       | Federico Fellini        | Gewonnen        |
| Japan            | Kaseki                                              | Japanisch      | 化石 (Kaseki)                  | Masaki Kobayashi        | Nicht nominiert |
| Jugoslawien      | Der Derwisch und der Tod                            | Serbokroatisch | Derviš i smrt                  | Zdravko Velimirović     | Nicht nominiert |
| Mexiko           | Inspector Calzonzin                                 | Spanisch       | Calzonzin Inspector            | Alfonso Arau            | Nicht nominiert |
| Niederlande      | Hilfe, der Doktor ertrinkt                          | Niederländisch | Help, de dokter verzuipt!      | Nikolai van der Heyde   | Nicht nominiert |
| Polen            | Sintflut                                            | Polnisch       | Potop                          | Jerzy Hoffman           | Nominiert       |
| Schweiz          | Die Mitte der Welt                                  | Französisch    | Le Milieu du monde             | Alain Tanner            | Nicht nominiert |
| Sowjetunion      | Wölfe                                               | Russisch       | Лютый (Ljuty)                  | Tolomusch Okejew        | Nicht nominiert |
| Spanien          | Cousine Angélica                                    | Spanisch       | La Prima Angélica              | Carlos Saura            | Nicht nominiert |
| Tschechoslowakei | Liebende im Jahre eins                              | Tschechisch    | Milenci v roce jedna           | Jaroslav Balík          | Nicht nominiert |
| Ungarn           | Macskajáték                                         | Ungarisch      | Macskajáték                    | Károly Makk             | Nominiert       |